# JAPANをスーツケースにつめ込んで!〜世界に日本を持ってった〜
『JAPANをスーツケースにつめ込んで!〜世界に日本を持ってった〜』（じゃぱんをすーつけーすにつめこんで！ せかいににほんをもってった）とは、テレビ東京系列で2025年4月14日から放送されているバラエティ番組である。

## 概要
日本の商品、食べ物などを世界の国々に持っていき、どのような評価が得られるのかを検証する番組。
前座番組、「YOUは何しに日本へ?」（以降「YOU」と略）と、21時台の「世界!ニッポン行きたい人応援団」（同「応援団」）との合体スペシャルとなる事が多い。

## MC
- かまいたち（山内健司・濱家隆一）

## 放送リスト

### パイロット版
| 放送日   | 放送内容                                                                                  | 備考          |
| -------- | ----------------------------------------------------------------------------------------- | ------------- |
| 03月22日 | スリランカで現地の人が日本のカップ麺を食べ比べ! インドで現地の人が日本のお菓子を食べ比べ! | 13:10 - 14:10 |

### レギュラー版

#### 2025年
| 回 | 放送日   | 放送内容                                                                                                | 備考                                                 |
| -- | -------- | --- | ---------------------------------------------------- |
| 1  | 04月14日 | 日本の駄菓子を天空の秘境 ブータンへ持ってった 日本のライバル商品を美食の国 シンガポールへ持ってった     | 『YOU』との合体2時間半SP （18:25 - 20:54）           |
| 2  | 04月21日 | 日本の缶詰を缶詰大国 ポルトガルへ持ってった 日本の文房具を学校増殖中の国 カンボジアへ持ってった         | 『YOU』『応援団』との合体3時間半SP （18:25 - 21:54） |
| 3  | 05月12日 | 日本のグミをグミ発祥の国 ドイツへ持ってった                                                             | 『YOU』『応援団』との合体3時間半SP （18:25 - 21:54） |
| 4  | 05月26日 | 日本の和菓子をスイーツ大国 マレーシアへ持ってった 日本のライバル商品を美食の国 シンガポールへ持ってった | 『YOU』『応援団』との合体3時間半SP （18:25 - 21:54） |
| 5  | 06月16日 | 日本のパンをパンの本場 フランスへ持ってった                                                             | 『YOU』『応援団』との合体3時間半SP （18:25 - 21:54） |
| 6  | 06月23日 | 日本のアイデア料理グッズを料理大国 イタリアへ持っていった                                               | 『YOU』『応援団』との合体3時間半SP （18:25 - 21:54） |
| 7  | 07月07日 | 日本の寿司をサーモン大国 ノルウェーへ持ってった                                                         | 『YOU』『応援団』との合体3時間半SP （18:25 - 21:54） |
| 8  | 07月14日 | 日本のゼリーをゼリー大国 アメリカに持ってった                                                           | 『YOU』『応援団』との合体3時間半SP （18:25 - 21:54） |
| 9  | 08月04日 | スイスで決着! 東京もんじゃ焼きvs大阪たこ焼き 現地の人が選ぶのはどっち!?                                 | 『YOU』『応援団』との合体3時間半SP （18:25 - 21:54） |
| 10 | 08月18日 | 日本のポテトチップスをポテチ大国 アメリカへ持ってった                                                   | 『YOU』『応援団』との合体3時間半SP （18:25 - 21:54） |

## ネット局
| 放送対象地域   | 放送局                    | 系列           | 放送日時                     | ネット状況 |
| -------------- | ------------------------- | -------------- | ---------------------------- | ---------- |
| 関東広域圏     | テレビ東京（TX）          | テレビ東京系列 | 月曜 20:00 - 20:54           | 【制作局】 |
| 北海道         | テレビ北海道（TVh）       | テレビ東京系列 | 月曜 20:00 - 20:54           | 同時ネット |
| 愛知県         | テレビ愛知（TVA）         | テレビ東京系列 | 月曜 20:00 - 20:54           | 同時ネット |
| 大阪府         | テレビ大阪（TVO）         | テレビ東京系列 | 月曜 20:00 - 20:54           | 同時ネット |
| 岡山県・香川県 | テレビせとうち（TSC）     | テレビ東京系列 | 月曜 20:00 - 20:54           | 同時ネット |
| 福岡県         | TVQ九州放送（TVQ）        | テレビ東京系列 | 月曜 20:00 - 20:54           | 同時ネット |
| 岐阜県         | 岐阜放送（GBS）           | 独立局         | 月曜 20:00 - 20:54           | 同時ネット |
| 滋賀県         | びわ湖放送（BBC）         | 独立局         | 月曜 20:00 - 20:54           | 同時ネット |
| 奈良県         | 奈良テレビ（TVN）         | 独立局         | 月曜 20:00 - 20:54           | 同時ネット |
| 和歌山県       | テレビ和歌山（WTV）       | 独立局         | 月曜 20:00 - 20:54           | 同時ネット |
| 秋田県         | 秋田放送（ABS）           | 日本テレビ系列 | 日曜 16:00 - 16:55           | 遅れネット |
| 熊本県         | くまもと県民テレビ（KKT） | 日本テレビ系列 | 土曜 13:30 - 14:30           | 遅れネット |
| 福島県         | テレビユー福島（TUF）     | TBS系列        | 土曜 14:00 - 14:55           | 遅れネット |
| 山梨県         | テレビ山梨（UTY）         | TBS系列        | 土曜 15:00 - 15:55           | 遅れネット |
| 新潟県         | 新潟放送（BSN）           | TBS系列        | 日曜 13:30 - 14:30           | 遅れネット |
| 長野県         | 信越放送（SBC）           | TBS系列        | 月曜 23:56 - 翌0:55          | 遅れネット |
| 石川県         | 北陸放送（MRO）           | TBS系列        | 土曜 0:48 - 1:45（金曜深夜） | 遅れネット |
| 鳥取県・島根県 | 山陰放送（BSS）           | TBS系列        | 火曜 15:55 - 16:50           | 遅れネット |
| 沖縄県         | 琉球放送（RBC）           | TBS系列        | 火曜 13:55 - 14:50           | 遅れネット |
| 岩手県         | 岩手めんこいテレビ（MIT） | フジテレビ系列 | 土曜 12:00 - 12:55           | 遅れネット |
| 宮城県         | 仙台放送（OX）            | フジテレビ系列 | 土曜 14:55 - 15:50           | 遅れネット |
| 山形県         | さくらんぼテレビ（SAY）   | フジテレビ系列 | 日曜 12:00 - 12:55           | 遅れネット |
| 福井県         | 福井テレビ（FTB）         | フジテレビ系列 | 日曜 14:00 - 14:55           | 遅れネット |
| 青森県         | 青森朝日放送（ABA）       | テレビ朝日系列 | 土曜 13:00 - 13:55           | 遅れネット |
| 静岡県         | 静岡朝日テレビ（SATV）    | テレビ朝日系列 | 土曜 14:30 - 15:25           | 遅れネット |

## スタッフ

### レギュラー版
- 構成：北本かつら、カツオ、塚本翔太
- タイトルCG：森三平
- 編集：富田一弘
- ＭＡ：上野裕
- 音効：和泉勇輝（CUEVO）、坪井翔太【週替り】
- リサーチ：トロリー
- 撮影協力：Bhutan Department of Tourism、NIPPON PRODUCTION、シェムリアップ州教育・青年・スポーツ局、ANGKOR EYE、Anglor Wildlife & Aquarium, The Rescue Centre【週替り】
- 海外コーディネーター：Zhidey Bhutan Tours & Treks、林じゅん子、Sharmila Naibu、太田めぐみ、Happy Smile Tour、玉腰兼人【週替り】
- 技術協力：イメージランド、テクノマックス【毎週】、ファーストハンド、真田光【週替り】
- デスク：改發みなみ（テレビ東京）、秋場香織（テレ東制作）
- 番宣：滝山直史・北川味来（共にテレビ東京）
- AP：小島千明、奥田照美、向山麻子
- AD/ディレクター：鈴木麻央（テレビ東京）
- AD：飯島康祐、山田恭平、荒木陸、佐藤陽、高木海志郎、今朝丸雪子、吉野王規、藤嶌梨乃【週替り】
- ディレクター：塚本洋平（テレ東制作）、福井亮一・田島与真・橋本宗太郎（ジッピー）、近藤篤
- 演出：山田翔太（ゴシック）、田島与真（ジッピー）【週替り】
- プロデューサー：金子新・小村以織（共にテレ東制作）、三浦由舞・松岡満枝（共にジッピー）
- 演出・プロデューサー：溝田和史（テレ東制作）
- チーフプロデューサー：木村健作（テレビ東京）
- 制作協力：テレビ東京制作、ジッピー・プロダクション
- 製作著作：テレビ東京

### パイロット版
- 構成：北本かつら、塚本翔太
- 編集：松野友飛
- MA：井上裕太
- 音効：和泉勇輝（CUEVO）
- タイトルCG：森三平
- 技術協力：イメージランド、だだだ、パワービジョン
- 海外コーディネーター：アジアヴォックス、インダスヘリテイジ
- AD：高木海志郎、吉田沙羅、中田光咲
- ディレクター：福井亮一（ジッピー）、橋本崇、堂薗拓（ジッピー）
- 演出：山田翔太（ゴシック）
- プロデューサー：溝田和史（テレビ東京）、本橋由美子・三浦由舞・松岡満枝（ジッピー）
- チーフプロデューサー：小平英希（テレビ東京）
- 制作協力：テレビ東京制作、ジッピー・プロダクション
- 製作著作：テレビ東京